# Bill Switzer
Bill Switzer est un acteur canadien, né le 28 mars 1984 à Vancouver (Colombie-Britannique).

## Filmographie
- 1989 : Ranma ½ (série télévisée) : Grandson (season 7)
- 1997 : Mummies Alive! (en) (série télévisée) : Presley Carnovan
- 1997 : The Right Connections (TV) : Gary Fleming
- 1997 : A Call to Remember (TV) : Sandy Halper
- 1997 : The Christmas List (TV) : Danny Skyler
- 1997 : Danger de mort (When Danger Follows You Home) : Andrew Werden
- 1998 : Marshall et Simon : Une nouvelle dimension (série télévisée) : Mitchell Taylor
- 1998 : Mummies Alive! The Legend Begins (en) (vidéo) (voix)
- 1999 : Locked in Silence (TV) : John
- 1999 : Sabrina the Animated Series (série télévisée) : Harvey Kinkle (voix)
- 2000 : CardCaptors (série télévisée) : Eli Moon (voix)
- 2000 : Mr. Rice's Secret : Owen Walters
- 2000 : Mission secrète sur internet (Mail to the Chief) (TV) : Kenny Witkowski
- 2000 : The Dinosaur Hunter : Daniel
- 2000 : Scorn (TV) : David
- 2001 : MythQuest (série télévisée) : Philthy
- 2002 : Cheaters (Cheats) : Garret
- 2003 : Silverwing (série télévisée) : Shade (voix)
- 2003 : Le Secret de Sabrina (Sabrina's Secret Life) (série télévisée) : Harvey Kinkle (voix)